# رادیو ای‌بی‌سی نیوز
رادیو ای‌بی‌سی نیوز (به انگلیسی: ABC News Radio) سرویس رادیویی ای‌بی‌سی نیوز است که خود شاخه‌ای از شبکهٔ تلویزیونی ای‌بی‌سی می‌باشد. رادیو ای‌بی‌سی نیوز بزرگ‌ترین رادیوی خبری تجاری در ایالات متحدهٔ آمریکاست.
رادیو ای‌بی‌سی نیوز اولین رسانه‌ای بود که خبر ترور جان اف. کندی را مخابره کرد. کندی در ساعت ۱۸:۳۰ روز ۲۲ نوامبر ۱۹۶۳ به وقت هماهنگ جهانی در دالاس مورد سوء قصد قرار گرفت و دان گاردینر در ساعت ۱۸:۳۶:۵۰ به وقت هماهنگ جهانی، زودتر از تمامی رسانه‌های جهان، خبر ترور کندی را مخابره کرد.